# Chaerophyllum
Chaerophyllum és un gènere de plantes amb flors apiàcies, amb 35 espècies o bé 46 espècies, segons els taxonomistes.
Són plantes natives d'Europa, Àsia, Amèrica del Nord, i Àfrica del Nord. Inclou la planta cultivada per les seves arrels Chaerophyllum bulbosum (cerfull tuberós).
Als Països Catalans són autòctones les tres espècies següents:
- Chaerophyllum temulum
- Chaerophyllum aureum
- Chaerophyllum hirsutum